# Елизабет I фон Валдек
Вижте пояснителната страница за други личности с името Елизабет фон Валдек.
Елизабет I фон Валдек (на немски: Elisabeth (1) von Waldeck; † сл. 22 юли 1423) от Дом Валдек е графиня от Валдек и чрез женитби графиня на Еберщайн-Поле и на Глайхен-Тона.

## Произход
Тя е дъщеря на граф Хайнрих VI фон Валдек 'Железния' († 1397) и съпругата му Елизабет фон Юлих-Берг († сл. 1388), дъщеря на граф Герхард фон Берг († 1360) и Маргарета фон Равенсберг-Берг († 1389).
Сестра е на Хайнрих VII († сл. 1442), Адолф III († 1431), Маргарета († 1395), омъжена пр. 28 юни 1393 г. за граф Бернхард VI фон Липе († 1415), Ирмгард († сл. 1408), омъжена 1 февруари 1384 г. за граф Херман IV фон Еберщайн († 1413/1429), Мехтхилд († 1442), абатиса в манастир Хеерсе и Херфорд, и на Елизабет Млада († 1495), абатиса в манастир Кауфунген 1444.

## Фамилия
Първи брак: сл. 1373 г. с граф Херман III фон Еверщайн-Поле (* 1351; † 1393/1395), домхер в Хилдесхайм, от 1373 г. граф на Еверщайн, син на граф Херман II фон Еверщайн-Поле († 1350/1353) и Аделхайд фон Липе († сл. 1324), дъщеря на Симон I фон Липе († 1344) и Аделхайд фон Валдек († 1339/1342). Те имат три деца:
- Херман фон Еберщайн-Поле († сл. 1398)
- Майнхард фон Еберщайн-Поле († сл. 1398)
- Ото фон Еберщайн († сл. 1398)

Втори брак: на 25 април 1395 г. с граф Ернст VII фон Глайхен-Тона († 1414/1415), вдовец на Агнес фон Барби-Мюлинген († пр. 25 април 1395), син на граф Хайнрих VI фон Глайхен-Tona († 1378 /1379) и Юта фон Кверфурт († 1370). Тя е втората му съпруга. Те имат две деца:
- Адолф I фон Глайхен-Тона († 1 октомври или 6 октомври 1456 в Прусия), граф на Глайхен в Тона, женен 1434 г. за Агнес фон Хонщайн-Келбра-Хелдрунген († сл. 1458)
- Анна фон Глайхен († ок. 1 декември 1435), омъжена 1431 г. за граф Фолрад II фон Мансфелд († 1450)

## Галерия
- Герб на графовете на Валдек
- Герб на фон Еверщайн
- Герб на графовете фон Глайхен